# Ciro Alfonso Gómez Serrano
Ciro Alfonso Gómez Serrano (* 23. Oktober 1918 in Zapatoca; † 19. Januar 1980) war ein kolumbianischer römisch-katholischer Geistlicher und Bischof von Socorro y San Gil.

## Leben
Ciro Alfonso Gómez Serrano empfing am 7. Dezember 1941 das Sakrament der Priesterweihe für das Bistum Socorro y San Gil.
Am 8. April 1961 ernannte ihn Papst Johannes XXIII. zum Bischof von Girardot. Der Apostolische Nuntius in Kolumbien, Erzbischof Giuseppe Paupini, spendete ihm am 28. Mai desselben Jahres die Bischofsweihe; Mitkonsekratoren waren der Bischof von Montería, José de Jesús Pimiento Rodriguez, und der Bischof von Socorro y San Gil, Pedro José Rivera Mejía. Gómez Serrano nahm an der ersten Sitzungsperiode des Zweiten Vatikanischen Konzils teil.
Papst Paul VI. bestellte ihn am 24. Juli 1972 zum Koadjutorbischof von Socorro y San Gil und zum Titularbischof von Elepla. Am 25. Oktober 1975 wurde Ciro Alfonso Gómez Serrano in Nachfolge von Pedro José Rivera Mejía, dessen Rücktrittsgesuch am selben Tag angenommen worden war, Bischof von Socorro y San Gil.